# Humaitá (Río Grande del Sur)
Humaitá es un municipio brasileño del estado del Río Grande do Sul. Su población estimada en 2010 era de 4919 habitantes.